# Bledius poppiusi
Bledius poppiusi är en skalbaggsart som beskrevs av Max Bernhauer 1902. Bledius poppiusi ingår i släktet Bledius, och familjen kortvingar. Arten är reproducerande i Sverige.